# مويسيس غوسالفيز
مويسيس غوسالفيز (بالإسبانية: Moisés Gosálvez)‏ (مواليد 13 يناير 1960) هو سبّاح إسباني، مثّل بلاده في الألعاب الأولمبية الصيفية 1980.

## روابط خارجية
مويسيس غوسالفيز على موقع الاتحاد الدولي للسباحة (الإنجليزية)
- مويسيس غوسالفيز على موقع أوليمبيديا (الإنجليزية)